# Campionati del mondo di ciclismo su strada 2002 - Gara in linea femminile Junior
La gara in linea femminile Junior dei Campionati del mondo di ciclismo su strada 2002 si svolse l'11 ottobre 2002 nelle in Belgio, con partenza ed arrivo a Heusden-Zolder, su un circuito di 12,8 km da ripetere 6 volte, per un percorso totale di 76,8 km. L'oro fu appannaggio dell'olandese Suzanne de Goede con il tempo di 1h59'00" a 38,723 km/h di media, l'argento della tedesca Claudia Stumpf ed il bronzo della svedese Monica Holler. 
Delle 64 cicliste alla partenza, 60 arrivarono al traguardo.

## Squadre partecipanti
| N.    | Cod. | Squadra     |
| ----- | ---- | ----------- |
| 1-4   | NED  | Paesi Bassi |
| 5-7   | POL  | Polonia     |
| 8-11  | RUS  | Russia      |
| 12-15 | ITA  | Italia      |
| 16-19 | DEU  | Germania    |
| 20-23 | LTU  | Lituania    |
| 24-25 | SUI  | Svizzera    |
| 26-29 | UKR  | Ucraina     |
| 30-33 | FRA  | Francia     |
| 34-35 | SWE  | Svezia      |
| 36    | NOR  | Norvegia    |
| 37-38 | USA  | Stati Uniti |

| N.    | Cod. | Squadra         |
| ----- | ---- | --------------- |
| 39-42 | BEL  | Belgio          |
| 43-46 | ESP  | Spagna          |
| 47    | LUX  | Lussemburgo     |
| 48-49 | BLR  | Bielorussia     |
| 50    | CHN  | Cina            |
| 51    | AUT  | Austria         |
| 52    | RSA  | Sud Africa      |
| 53-54 | LAT  | Lettonia        |
| 55-58 | AUS  | Australia       |
| 59-62 | CAN  | Canada          |
| 63    | CZE  | Repubblica Ceca |
| 64    | MEX  | Messico         |

## Ordine d'arrivo (Top 10)
| Pos. | Corridore        | Squadra     | Tempo    |
| ---- | ---------------- | ----------- | -------- |
| 1    | Suzanne de Goede | Paesi Bassi | 1h59'00" |
| 2    | Claudia Stumpf   | Germania    | s.t.     |
| 3    | Monica Holler    | Svezia      | a 57"    |
| 4    | Nathalie Tirard  | Francia     | s.t.     |
| 5    | Magen Long       | Stati Uniti | s.t.     |
| 6    | Belinda Goss     | Australia   | s.t.     |
| 7    | Audrey Lemieux   | Canada      | s.t.     |
| 8    | Alexis Rhodes    | Australia   | s.t.     |
| 9    | Judith Baumann   | Svizzera    | s.t.     |
| 10   | Monika Krawczyk  | Polonia     | s.t.     |